# Субальпійські луки Ціляньшаню
Субальпійські луки Ціляньшаню (ідентифікатор WWF: PA1015) — палеарктичний екорегіон гірських луків та чагарників, розташований на північному сході Тибетського нагір'я в Китаї. 

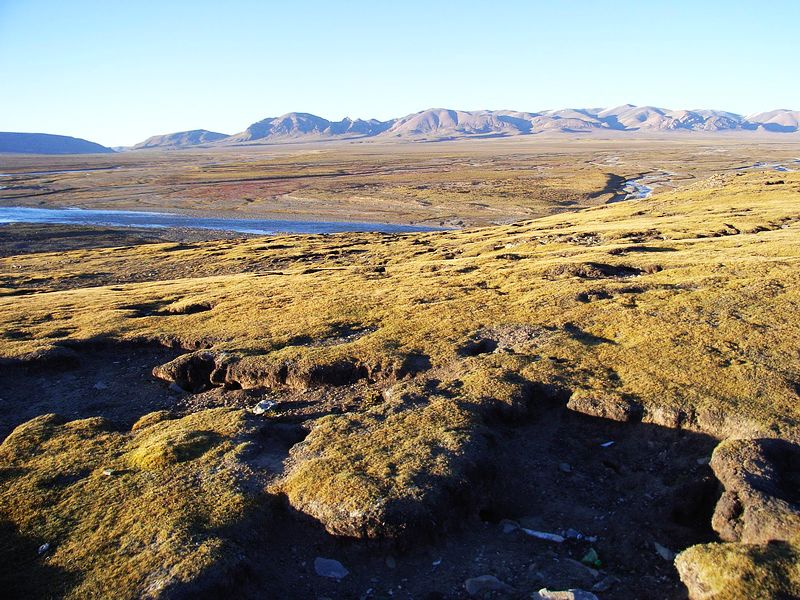
Високогір'я Ціляньшаню

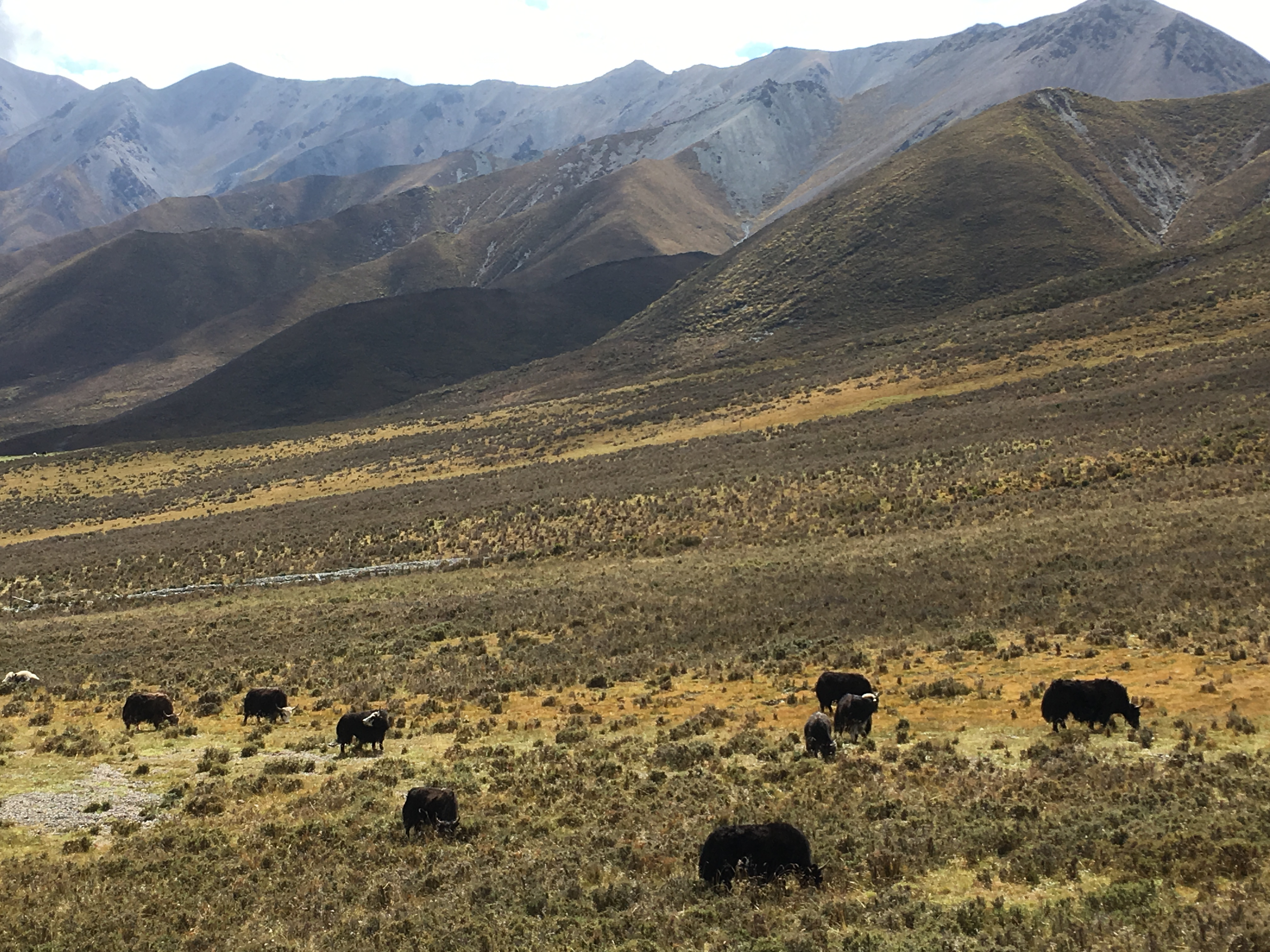
Стадо яків на луках Ціляньшаню

## Географія
Екорегіон субальпійських луків Ціляньшаню охоплює гірський хребет Ціляньшань, який розташований на кордоні китайських провінцій Цинхай та Ганьсу. Ціляньшань простягається з північного заходу на південний схід та є частиною гірського масиву Наньшаню, що є північно-східним відгалуженням Куньлуня. Рельєф регіону представлений стрімкими кам'янистими схилами гір та скелястими вершинами, вкритими льодовиками. Найвищою вершиною екорегіону є гора Ціляньшань висотою 5547 м. На висоті 4078 м над рівнем моря в горах регіону розташоване безстічне солонувате озеро Хала-Ху, яке живиться талою льодовиковою водою. Біля північного підніжжя Ціляньшаню проходить коридор Хесі, що є частиною екорегіону напівпустелі Алашанського плато, а на захід від гір Ціляньшаню розташована Цайдамська западина.

## Клімат
Через велику висоту над рівнем моря та віддаленість від океану в межах екорегіону переважає альпійський клімат (ET за класифікацією Кеппена), коли принаймні один місяць в році має середню температуру вище 0 °C, достатню для танення снігу, однак середня температура найтеплішого з місяців не перевищує 10 °C.

## Флора
Основними рослинними угрупованнями екорегіону є альпійські луки та чагарники. На північних схилах Ціляньшаню подекуди зустрічаються субальпійські хвойні ліси, яких виділяють у окремий екорегіон хвойних лісів Ціляньшаню.
На висоті до 3300 м над рівнем моря в горах екорегіону поширені субальпійські луки, на яких ростуть злаки, осоки та різнотрав'я. На більших висотах зустрічаються альпійські листяні чагарники, поширення яких залежить від наявності вологи. Чагарники також зустрічаються на берегах водойм на низьких висотах, тоді як на більш сухих південних схилах Ціляньшаню вони менш поширені. На висоті понад 4500 м над рівнем моря переважають голі скелі, де серед валунів та осипів зустрічаються подушкоподібні чагарники, зокрема різні види переломника (Androsace).
Загалом флора екорегіону подібна до флори північної третини Тибетського нагір'я. На рівнинних ділянках та на більш сонячних південних схилах росте ковила (Stipa), пирій (Elymus) та невисокі купини кобрезії (Kobresia). На більш тінистих північних схилах також росте ковила та пирій, однак серед них переважають види з більш здерев'янілими стеблами. Також на північних схилах Ціляньшаню ростуть кущі чагарникового перстача (Dasiphora fruticosa), верби Salix oritrepha та карагани (Caragana). Остання є більш характерною для посушливих напівпустель, поширених в передгір'ях.
На луках екорегіону часто зустрічаються яскраві польові квіти з родини жовтецевих (Ranunculaceae), зокрема анемони (Anemone spp.), тої (Aconitum spp.), цар-зілля (Delphinium spp.), рутвиці (Thalictrum) та льодянки (Oxygraphis). Серед інших рослин, що зустрічаються на луках регіону, слід відзначити тибетську ланцею (Lancea tibetica), альпійську рутвицю (Thalictrum alpinum), волосолисту кобрезію (Kobresia capillifolia), низьку кобрезію (Kobresia humilis), пониклий пирій (Elymus nutans), овечу кострицю (Festuca ovina), червону кострицю (Festuca rubra), струнку ковилу (Stipa concinna), пурпурову ковилу (Stipa purpurea), а також різні види горобинця (Oxytropis), шолудивника (Pedicularis), перстача (Potentilla), тирлича (Gentiana) та тонконога (Poa). 
На заболочених луках переважає осока (Carex). Влітку ці луки рясно забарвлюються в жовтий колір квітами довгоцвітого шолудивника (Pedicularis longiflora), кореневого паразита, пристосованого до життя на холодних, вологих, збіднених киснем ґрунтах. Загалом луки екорегіону мають короткий вегетаційний період, характеризуються низьким видовим різноманіттям та низькою первинною продуктивністю.

## Фауна
Серед поширених в екорегіоні ссавців слід відзначити біломордого оленя (Cervus albirostris), сичуанського оленя (Cervus canadensis macneilli), архара (Ovis ammon), дикого яка (Bos mutus), джейрана (Gazella subgutturosa), тибетського дзерена (Procapra picticaudata), блакитного нахура або бхарала (Pseudois nayaur), рудочереву кабаргу (Moschus chrysogaster), східного кіанга (Equus kiang holdereri), кучерявого зайця (Lepus oiostolus), гімалайського бабака (Marmota himalayana), чорногубу пискуху (Ochotona curzoniae), рудовуху пискуху (Ochotona erythrotis), довговуху пискуху (Ochotona macrotis), ганьсуйську пискуху (Ochotona cansus) та пискуху Томаса (Ochotona thomasi). Серед поширених в регіоні хижих ссавців слід відзначити тибетського бурого ведмедя (Ursus arctos pruinosus), тибетського вовка (Canis lupus chanco), звичайну лисицю (Vulpes vulpes), тибетську лисицю (Vulpes ferrilata), манула (Otocolobus manul), китайського кота (Felis bieti), тибетську рись (Lynx lynx isabellinus) та снігового барса (Panthera uncia).
Серед поширених в екорегіоні птахів слід відзначити китайського кеклика (Alectoris magna), пустельну кам'янку (Oenanthe deserti), попелясту кам'янку (Oenanthe isabellina), алашанську горихвістку (Phoenicurus alaschanicus), кунь-луньську кропив'янку (Curruca margelanica), рудохвостого сорокопуда (Lanius isabellinus), білолобу чечевицю (Carpodacus dubius) та монгольську чагарницю (Pterorhinus davidi). Серед хижих птахів, поширених в екорегіоні, слід відзначити степового орла (Aquila nipalensis), балабана (Falco cherrug), орлана-довгохвоста (Haliaeetus leucoryphus), ягнятника (Gypaetus barbatus), кумая (Gyps himalayensis) та чорного грифа (Aegypius monachus). 

## Збереження
Оцінка 2017 року показала, що 18 614 км², або 25 % екорегіону, є заповідними територіями. Основною природоохоронною територією екорегіону є Ціляншанський національний природний заповідник.